# Afrikanščina
Afrikanski jezik (izvirno Afrikaans, imenovan tudi burščina, burski jezik) spada v germansko vejo indoevropskih jezikov. Jezik je nastal na temelju dialektov nizozemščine, ki so jih po 17. stoletju govorili priseljenci v južni del Afrike. Govorijo ga v Republiki Južni Afriki in Namibiji, redko pa tudi v Bocvani, Zimbabveju in Zambiji.
Precejšnje razlike med dialekti nizozemščine na jugu Afrike in evropsko nizozemščino so obstajale že konec 18. stoletja, vendar je bila afrikanščina kot samostojen jezik uveljavljena šele v zgodnjem 20. stoletju, ko je bil razvit tudi poseben pravopis, ki je nadomestil pravopis evropske nizozemščine.
Afrikanščina v primerjavi z nizozemščino ima svoje lastne značilnosti na področju oblikoslovja, prav tako v njej najdemo številne izposojenke iz afriških jezikov in angleščine.